# Anja Martini
Anja Martini (* im Emsland) ist eine deutsche Journalistin und Moderatorin.

## Leben
Anja Martini wuchs im Versen, einem Vorort von Meppen, im Emsland auf. Dort besuchte bis 1994 das Windthorst-Gymnasium. Martini studierte Oboe an der Hochschule für Musik Franz Liszt in Weimar und wollte Orchestermusikerin werden. Parallel zum Studium arbeitete sie als Reporterin beim Öffentlich-rechtlichen Rundfunk. Nach dem Studium entschied sie sich für den Journalismus und arbeitete viele Jahre als Moderatorin und Reporterin für das Radio und im Fernsehen. Nach ihrer Zeit als Redakteurin und Planerin für Tagesschau und Tagesthemen wechselte sie in die Wissenschaftsredaktion von NDR Info.

## Auszeichnungen
- 2020: Journalistin des Jahres des Medium Magazin[4] in der Kategorie „Team“
- 2020: zusammen mit den Team Grimme Online Award 2020[5] in den Kategorien „INFORMATION“ und „PUBLIKUMSPREIS“
- 2021 Nominierung für den Nannen Preis in der Kategorie „Geschichte des Jahres“[6]

## Moderation (Auswahl)
- Coronavirus-Update